# Wizards of the Coast
Wizards of the Coast — американская компания, выпускающая настольные ролевые игры, в основном базирующиеся на фантастике. Является популяризатором жанра коллекционных карточных игр, из которых самой известной стала «Magic: The Gathering». Сегодня компания выпускает настольные игры, коллекционные карточные игры и ролевые игры. Является дочерней компанией «Hasbro».

## Продукция

### Настольные игры (выпускаются под именем Avalon Hill)
- Axis & Allies Revised and D-Day
- Betrayal at House on the Hill
- Filthy Rich
- Monsters Menace America
- Nexus Ops
- Risk 2210 A.D. and Risk Godstorm
- Robo Rally
- Vegas Showdown

### Коллекционные карточные игры
- BattleTech Trading Card Game
- Codename: Kids Next Door
- Duel Masters Trading Card Game
- Dune
- Harry Potter Trading Card Game
- Hecatomb
- Magic: The Gathering
- MLB Showdown
- NBA Showdown
- Neopets Trading Card Game
- Netrunner
- NFL Showdown
- Pokémon Trading Card Game (до 2003 года)
- Star Wars: The Trading Card Game
- The Simpsons Trading Card Game
- Vampire: The Eternal Struggle (ранее «Jyhad»)
- Xiaolin Showdown Trading Card Game

### Wargames
- Axis & Allies Miniatures
- Dreamblade
- Dungeons & Dragons Miniatures Game
- Star Wars Miniatures

### Ролевые игры и сопроводительные материалы
- Alternity (после покупки TSR, Inc.)
- Ars Magica 3rd edition supplements only.
- d20 Modern
- d20 system
- Dungeons & Dragons (после покупки TSR, Inc.)
- Everway
- Marvel Super Heroes Adventure Game (после покупки TSR, Inc.)
- Star Wars Roleplaying Game
- The Primal Order

### Карточные игры
- Alpha Blitz
- Guillotine
- Star Sisterz
- The Great Dalmuti and Corporate Shuffle

### Серии романов
- Dragonlance
- Эберрон
- Forgotten Realms
- Greyhawk
- Legend of the Five Rings
- Magic: The Gathering (с 1998 г.)
- Planescape
- Ravenloft